# Helota westwoodii
Helota westwoodii là một loài bọ cánh cứng trong họ Helotidae. Loài này được Ritsema miêu tả khoa học năm 1907.